# یاووژنکا
یاووژنکا (به لاتین: Jaworzynka) یک روستا در لهستان است که در گمینا ایستبنا واقع شده‌است. یاووژنکا ۲۲٫۱۵ کیلومتر مربع مساحت و ۳٬۱۰۹ نفر جمعیت دارد.